# Ourouër
Ourouër és un municipi francès, situat al departament del Nièvre i a la regió de Borgonya - Franc Comtat. L'any 2007 tenia 330 habitants.

## Demografia

### Població
El 2007 la població de fet d'Ourouër era de 330 persones. Hi havia 129 famílies, de les quals 34 eren unipersonals (15 homes vivint sols i 19 dones vivint soles), 34 parelles sense fills, 53 parelles amb fills i 8 famílies monoparentals amb fills.
La població ha evolucionat segons el següent gràfic:
Habitants censats

### Habitatges
El 2007 hi havia 166 habitatges, 129 eren l'habitatge principal de la família, 20 eren segones residències i 16 estaven desocupats. 162 eren cases i 4 eren apartaments. Dels 129 habitatges principals, 108 estaven ocupats pels seus propietaris, 17 estaven llogats i ocupats pels llogaters i 4 estaven cedits a títol gratuït; 1 tenia una cambra, 10 en tenien dues, 15 en tenien tres, 34 en tenien quatre i 68 en tenien cinc o més. 95 habitatges disposaven pel capbaix d'una plaça de pàrquing. A 52 habitatges hi havia un automòbil i a 71 n'hi havia dos o més.

### Piràmide de població
La piràmide de població per edats i sexe el 2009 era:
| Homes | Edats   | Dones |
| ----- | ------- | ----- |
| 0     | 95 o +  | 0     |
| 0     | 90 a 94 | 0     |
| 4     | 85 a 89 | 4     |
| 0     | 80 a 84 | 0     |
| 4     | 75 a 79 | 4     |
| 8     | 70 a 74 | 12    |
| 16    | 65 a 69 | 8     |
| 4     | 60 a 64 | 4     |
| 4     | 55 a 59 | 4     |
| 0     | 50 a 54 | 4     |
| 12    | 45 a 49 | 12    |
| 8     | 40 a 44 | 0     |
| 24    | 35 a 39 | 16    |
| 28    | 30 a 34 | 24    |
| 12    | 25 a 29 | 20    |
| 0     | 20 a 24 | 0     |
| 0     | 15 a 19 | 0     |
| 12    | 10 a 14 | 16    |
| 8     | 5 a 9   | 12    |
| 28    | 0 a 4   | 20    |

## Economia
El 2007 la població en edat de treballar era de 203 persones, 163 eren actives i 40 eren inactives. De les 163 persones actives 154 estaven ocupades (85 homes i 69 dones) i 10 estaven aturades (6 homes i 4 dones). De les 40 persones inactives 10 estaven jubilades, 12 estaven estudiant i 18 estaven classificades com a «altres inactius».

### Ingressos
El 2009 a Ourouër hi havia 136 unitats fiscals que integraven 346 persones, la mediana anual d'ingressos fiscals per persona era de 14.778 €.

### Activitats econòmiques
Dels 9 establiments que hi havia el 2007, 1 era d'una empresa extractiva, 1 d'una empresa de fabricació d'altres productes industrials, 3 d'empreses de construcció, 1 d'una empresa de comerç i reparació d'automòbils, 1 d'una empresa de transport, 1 d'una empresa d'hostatgeria i restauració i 1 d'una empresa de serveis.
Dels 3 establiments de servei als particulars que hi havia el 2009, 1 era un guixaire pintor, 1 fusteria i 1 lampisteria.
L'any 2000 a Ourouër hi havia 14 explotacions agrícoles que ocupaven un total de 1.550 hectàrees.

## Equipaments sanitaris i escolars
El 2009 hi havia una escola maternal integrada dins d'un grup escolar amb les comunes properes formant una escola dispersa.

## Poblacions més properes
El següent diagrama mostra les poblacions més properes.